# Белмонт (округ Портедж, Вісконсин)
Белмонт (англ. Belmont) — місто (англ. town) в США, в окрузі Портедж штату Вісконсин. Населення — 623 особи (2020).

## Демографія
Згідно з переписом 2010 року, у місті мешкало 616 осіб у 264 домогосподарствах у складі 186 родин. Було 385 помешкань
Расовий склад населення:
| - 97,4 % — білих - 0,5 % — корінних американців - 1,6 % — осіб інших рас |

До двох чи більше рас належало 0,5 %. Частка іспаномовних становила 4,2 % від усіх жителів.
За віковим діапазоном населення розподілялося таким чином: 18,3 % — особи молодші 18 років, 64,3 % — особи у віці 18—64 років, 17,4 % — особи у віці 65 років та старші. Медіана віку мешканця становила 48,0 року. На 100 осіб жіночої статі у місті припадало 121,6 чоловіків;  на 100 жінок у віці від 18 років та старших — 129,7 чоловіків також старших 18 років.
Середній дохід на одне домашнє господарство  становив 59 712 долари США (медіана — 50 357), а середній дохід на одну сім'ю — 73 263 долари (медіана — 61 094). Медіана доходів становила 51 964 долари для чоловіків та 30 625 доларів для жінок. За межею бідності перебувало 13,5 % осіб, у тому числі 21,8 % дітей у віці до 18 років та 3,0 % осіб у віці 65 років та старших.
Цивільне працевлаштоване населення становило 208 осіб. Основні галузі зайнятості: виробництво — 26,0 %, роздрібна торгівля — 14,4 %, освіта, охорона здоров'я та соціальна допомога — 14,4 %.